# Zacharie Robutel de La Noue
Pour les articles homonymes, voir La Noue (homonymie).
Zacharie Robutel de La Noue (4 juin 1665 - 1733) est un officier militaire français et seigneur de la seigneurie de Châteauguay né à Ville-Marie (Montréal) en Nouvelle-France.
En 1717, il établit l'édification du Fort Caministigoyan dans les vastes territoires occidentaux du Canada en Nouvelle-France pour permettre l'expansion du commerce de la fourrure avec les Amérindiens.